# Liste der Baudenkmäler in Overath
Die Liste der Baudenkmäler in Overath enthält die denkmalgeschützten Bauwerke auf dem Gebiet der Stadt Overath im Rheinisch-Bergischen Kreis in Nordrhein-Westfalen (Stand: 28. Januar 2019). Diese Baudenkmäler sind in der Denkmalliste der Stadt Overath eingetragen; Grundlage für die Aufnahme ist das Denkmalschutzgesetz Nordrhein-Westfalen (DSchG NRW).

## Baudenkmäler – Gebäude
| Bild                                              | Bezeichnung                                       | Lage                                            | Beschreibung                                                                                  | Bauzeit                | Eingetragen seit | Denkmal- nummer |
| ------------------------------------------------- | ------------------------------------------------- | ----------------------------------------------- | --------------------------------------------------------------------------------------------- | ---------------------- | ---------------- | --------------- |
| Gut Alemich                                       | Gut Alemich                                       | Vilkerath Alemich                               | Gutshaus des Gestüts Alemich                                                                  |                        |                  | 22              |
| Bahnhof Obersteeg                                 | Bahnhof Obersteeg                                 | Immekeppel Am Bahnhof Karte                     |                                                                                               | 1909–1912              |                  | 126             |
| weitere Bilder                                    | Förderturm Grube Lüderich                         | Steinenbrück Am Hauptschacht Karte              |                                                                                               |                        |                  | 26              |
| Ehem. Stall- und Wirtschaftsgebäude des Pastorats | Ehem. Stall- und Wirtschaftsgebäude des Pastorats | Marialinden Am Wasserturm 7                     |                                                                                               |                        |                  | 111             |
| weitere Bilder                                    | Bahnhof Overath                                   | Overath Bahnhofplatz 3–7 Karte                  |                                                                                               |                        |                  | 118             |
| Kath. Wallfahrtskapelle St.Rochus                 | Kath. Wallfahrtskapelle St.Rochus                 | Heiligenhaus Bensberger Straße                  |                                                                                               |                        |                  | 40              |
| Burgruine Bernsau / Burg Großbernsau              | Burgruine Bernsau / Burg Großbernsau              | Overath Bernsau Karte                           |                                                                                               |                        |                  | 6               |
| Anwesen Bernsau 1                                 | Anwesen Bernsau 1                                 | Overath Bernsau 1                               |                                                                                               | zwischen 1715 und 1745 |                  | 36              |
| Fachwerkhaus                                      | Fachwerkhaus                                      | Overath Brambach 1                              |                                                                                               |                        |                  | 11              |
| Anwesen                                           | Anwesen                                           | Overath Cyriax 4–6                              |                                                                                               |                        |                  | 12              |
| Fachwerkscheune                                   | Fachwerkscheune                                   | Overath zugehörig zu Cyriax 4                   |                                                                                               |                        |                  | 107             |
| Anwesen                                           | Anwesen                                           | Overath Cyriax 8                                |                                                                                               |                        |                  | 13              |
| Anwesen                                           | Anwesen                                           | Overath Cyriax 10                               |                                                                                               |                        |                  | 14              |
| Alte Vikarie                                      | Alte Vikarie                                      | Overath Ferrenberg 5                            | liegt nahe dem alten Friedhof                                                                 |                        |                  | 5               |
| Fachwerkhaus                                      | Fachwerkhaus                                      | Heiligenhaus Großdorbusch                       |                                                                                               |                        |                  | 41              |
| Fachwerkhaus                                      | Fachwerkhaus                                      | Marialinden Großoderscheid 62–64                |                                                                                               |                        |                  | 21              |
| Fachwerkhaus                                      | Fachwerkhaus                                      | Brombach Halfenslennefe                         |                                                                                               |                        |                  | 30              |
| weitere Bilder                                    | Kath. Pfarrkirche St. Walburga                    | Overath Hauptstraße                             |                                                                                               |                        |                  | 9               |
| Villa                                             | Villa                                             | Overath Hauptstraße 1                           |                                                                                               |                        |                  | 119             |
| Hotel Steinhof                                    | Hotel Steinhof                                    | Overath Hauptstraße 30                          |                                                                                               | 1662                   |                  | 10              |
| Fachwerkhaus                                      | Fachwerkhaus                                      | Overath Hauptstraße 45                          |                                                                                               | 1650                   |                  | 15              |
| weitere Bilder                                    | Fachwerkhaus                                      | Overath Hauptstraße 49                          |                                                                                               | 1619                   |                  | 4               |
| Fachwerkhaus                                      | Fachwerkhaus                                      | Overath Hauptstraße 91–93                       |                                                                                               |                        |                  | 113             |
|                                                   | Fachwerkhaus                                      | Brombach Im Hof 9                               |                                                                                               |                        |                  | 114             |
| Anwesen                                           | Anwesen                                           | Vilkerath Herrenhöhe                            |                                                                                               |                        |                  | 31              |
| Anwesen                                           | Anwesen                                           | Overath Kemenat 1                               |                                                                                               |                        |                  | 37              |
| weitere Bilder                                    | Fachwerkhaus                                      | Overath Kemenat 4                               |                                                                                               |                        |                  | 1               |
| Fachwerkhaus                                      | Fachwerkhaus                                      | Vilkerath Keppler Burg 6                        |                                                                                               |                        |                  | 43              |
| Fachwerkhaus                                      | Fachwerkhaus                                      | Vilkerath Keppler Burg 8                        |                                                                                               |                        |                  | 44              |
| Fachwerkhaus                                      | Fachwerkhaus                                      | Vikerath Klef 33                                |                                                                                               |                        |                  | 45              |
| Fachwerkhaus                                      | Fachwerkhaus                                      | Vilkerath Klef 83–85                            |                                                                                               |                        |                  | 38              |
| Gut Kombach                                       | Gut Kombach                                       | Overath Kombach                                 |                                                                                               |                        |                  | 35              |
| Fachwerkhaus                                      | Fachwerkhaus                                      | Vilkerath Krombacher Straße 29                  |                                                                                               |                        |                  | 24              |
| Fachwerkhaus                                      | Fachwerkhaus                                      | Vilkerath Krombacher Straße 32                  |                                                                                               |                        |                  | 23              |
| weitere Bilder                                    | Kath. Pfarrkirche St. Lucia                       | Immekeppel Lindlarer Straße                     |                                                                                               |                        |                  | 3               |
| ehemaliges Direktorenhaus der Grube Lüderich      | ehemaliges Direktorenhaus der Grube Lüderich      | Immekeppel Lindlarer Straße 12                  | Zweigeschossiges, geschlämmtes Backsteinhaus, im Erdgeschoss Rundbogenfenster, Mitteleingang. | Anfang 20. Jahrhundert | 8. Dezember 1983 | 46              |
| Bahnhof Immekeppel                                | Bahnhof Immekeppel                                | Immekeppel Lindlarer Straße 25 Karte            |                                                                                               |                        |                  | 32              |
| Pfarrhaus                                         | Pfarrhaus                                         | Immekeppel Lindlarer Straße 87                  |                                                                                               |                        |                  | 33              |
| Haus Siebenmorgen                                 | Haus Siebenmorgen                                 | Immekeppel Lindlarer Straße 98                  |                                                                                               |                        |                  | 8               |
| Haus Drechsler                                    | Haus Drechsler                                    | Immekeppel Lindlarer Straße 109–109a            |                                                                                               |                        |                  | 34              |
| Anwesen                                           | Anwesen                                           | Marialinden Marienkirchplatz 1                  |                                                                                               |                        |                  | 17              |
| Fachwerkhaus                                      | Fachwerkhaus                                      | Marialinden Marienkirchplatz 11                 |                                                                                               |                        |                  | 39              |
|                                                   | Textilfabrik Bergische Fronmühle                  | Steinenbrück Olper Straße 49–51 / Zöllnerstraße |                                                                                               |                        |                  | 108             |
| Anwesen Vogel (Eschbacher Mühle)                  | Anwesen Vogel (Eschbacher Mühle)                  | Untereschbach Olper Straße 8–12                 |                                                                                               |                        |                  | 28              |
| Altes Zollhaus                                    | Altes Zollhaus                                    | Steinenbrück Olper Straße 60–62                 |                                                                                               |                        |                  | 93              |
| AnwesenAltenbrücker Mühle                         | Anwesen Altenbrücker Mühle                        | Steinenbrück Olper Straße 69                    |                                                                                               |                        |                  | 47              |
| Anwesen (Doppelhaus)                              | Anwesen (Doppelhaus)                              | Marialinden Pilgerstraße 19/21                  |                                                                                               |                        |                  | 109             |
| weitere Bilder                                    | Pfarrkirche St. Mariae Heimsuchung                | Marialinden Pilgerstraße 25 Karte               |                                                                                               |                        |                  | 2               |
| Fachwerkhaus Anhalt                               | Fachwerkhaus Anhalt                               | Marialinden Pilgerstraße 37                     |                                                                                               |                        |                  | 18              |
| Fachwerkhaus                                      | Fachwerkhaus                                      | Marialinden Pilgerstraße 40                     |                                                                                               |                        |                  | 19              |
| Fachwerkhaus                                      | Fachwerkhaus                                      | Marialinden Pilgerstraße 42                     |                                                                                               |                        |                  | 20              |
| weitere Bilder                                    | Kath. Pfarrkirche St. Barbara                     | Steinenbrück Römerstraße Karte                  |                                                                                               |                        |                  | 27              |
| „Ehemalige Gendarmerie“                           | „Ehemalige Gendarmerie“                           | Overath Siegburger Straße 6                     |                                                                                               |                        |                  | 16              |
| Fachwerkhaus                                      | Fachwerkhaus                                      | Heiligenhaus Stich 18–22                        |                                                                                               |                        |                  | 94              |
| Ehem. Lehrerwohnhaus                              | Ehem. Lehrerwohnhaus                              | Immekeppel St.-Lucia-Straße 5–7                 |                                                                                               |                        |                  | 125             |
| Fachwerkhaus                                      | Fachwerkhaus                                      | Vilkerath Unterhasbach                          |                                                                                               |                        |                  | 25              |
| Fachwerkhofanlage                                 | Fachwerkhofanlage                                 | Vilkerath Untermiebach                          |                                                                                               |                        |                  | 92              |
| Wohnhaus                                          | Wohnhaus                                          | Overath Walburgaplatz 3/5                       |                                                                                               |                        |                  | 110             |

## Baudenkmäler – Wegekreuze
| Bild              | Bezeichnung              | Lage                                                                                                 | Beschreibung | Bauzeit           | Eingetragen seit          | Denkmal- nummer |
| ----------------- | ------------------------ | --- | --- | ----------------- | ------------------------- | --------------- |
| Fußfall           | Fußfall                  | (im Kreuzweg)                                                                                        | |                   |                           | 65              |
| Wegekreuz         | Wegekreuz                | Abelsnaaf                                                                                            | Das ca. 2,60 hohe Wegekreuz aus Sandstein wurde im Jahre 1796 errichtet. Im mittleren Teil des Sockels befindet sich ein Karniessims vor einer Muschelgrotte. Oberhalb schließt ein Kreuz den Sockel ab |                   |                           | 69              |
| Fußfall           | Fußfall                  | Marialinden Auf’m Steinacker                                                                         | |                   |                           | 95              |
|                   | Wegekreuz                | Bengelshöhe                                                                                          | |                   |                           | 63              |
| Wegekreuz         | Wegekreuz                | Bernsau                                                                                              | |                   |                           | 48              |
| Wegekreuz         | Wegekreuz                | Birkenhof (Overath-Marialinden) Birken                                                               | |                   |                           | 60              |
|                   | Wegekreuz                | Böke                                                                                                 | |                   |                           | 86              |
| Wegekreuz         | Wegekreuz                | Breitenstein                                                                                         | Arma Christi Hofkreuz |                   |                           | 42              |
| Wegekreuz         | Wegekreuz                | Marialinden Büchel                                                                                   | | 1870              |                           | 70              |
| Wegekreuz         | Wegekreuz                | Cyriax                                                                                               | |                   |                           | 52              |
| Wegekreuz         | Wegekreuz                | Cyriax (Nr. 1)                                                                                       | |                   |                           | 51              |
| Wegekreuz         | Wegekreuz                | Marialinden Falkemich / jetzt Pilgerstraße 25                                                        | Ursprüngliches Wegekreuz aus Falkemich, jetzt ausgestellt im Vorraum des Seitenschiffs, St Mariä Heimsuchung, Marialinden                                                                               | ursprünglich 1899 |                           | 71              |
|                   | Fußfall                  | Federath, vor d. Kapelle / Kaldauer Höhe                                                             | |                   |                           | 101             |
|                   | Schlingenthaler Hofkreuz | Federath, in der. Kapelle / Kaldauer Höhe 2                                                          | |                   |                           | 124             |
|                   | Wegekreuz                | Hardt                                                                                                | |                   |                           | 99              |
| Wegekreuz         | Wegekreuz                | Hasenbüchel                                                                                          | |                   |                           | 87              |
|                   | Wegekreuz                | Heideweg                                                                                             | |                   |                           | 61              |
|                   | Wegekreuz                | Herrenhöhe                                                                                           | |                   |                           | 88              |
| Wegekreuz         | Wegekreuz                | Marialinden Höhe                                                                                     | |                   |                           | 72              |
|                   | Hochkreuz                | Immekeppel, Friedhof / jetzt Kirche                                                                  | |                   |                           | 106             |
| Wegekreuz         | Wegekreuz                | Kirschbaum                                                                                           | |                   |                           | 73              |
| Wegekreuz         | Wegekreuz                | Klef                                                                                                 | |                   |                           | 53              |
|                   | Wegekreuz                | Klefhaus                                                                                             | |                   |                           | 89              |
|                   | Wegekreuz                | Kölner Straße                                                                                        | |                   |                           | 64              |
| Wegekreuz         | Wegekreuz                | Krombacher Straße                                                                                    | |                   |                           | 104             |
| Wegekreuz         | Wegekreuz                | Marialinden/Landwehr Landwehr                                                                        | Wegekreuz, dekorativ von Bäumen umgeben |                   |                           | 74              |
| Wegekreuz         | Wegekreuz                | Marialinden Landwehr/Abzw. Fahn                                                                      | |                   |                           | 75              |
| Kriegerdenkmal    | Kriegerdenkmal           | Marialindener Straße                                                                                 | |                   |                           | 77              |
|                   | Wegekreuz                | Meegen                                                                                               | |                   |                           | 54              |
|                   | Wegekreuz                | Meesbalken                                                                                           | |                   |                           | 55              |
| Wegekreuz         | Wegekreuz                | Mittelbech                                                                                           | |                   |                           | 62              |
| Wegekreuz         | Wegekreuz                | Marialinden/Landwehr Niedergrützenbach                                                               | |                   |                           | 78              |
|                   | Fußfall                  | Obermiebach                                                                                          | |                   |                           | 102             |
| Wegekreuz         | Wegekreuz                | Oberscheiderberg                                                                                     | |                   |                           | 103             |
| Grabmal Pasemann  | Grabmal Pasemann         | Overath, alter Friedhof                                                                              | Aufschrift: Fürs Vaterland starben Hubert Klein * 12.4.88 in Overath † 28.8.1914 bei Mouzon/Maas Karl Klein * 27.9.89 in Overath † 7.10.1916 an der Somme                                               |                   |                           | 116             |
| Grabmal Offermann | Grabmal Offermann        | Overath, alter Friedhof                                                                              | |                   |                           | 117             |
| Hochkreuz         | Hochkreuz                | Overath, alter Friedhof                                                                              | |                   |                           | 115             |
| Wegekreuz         | Wegekreuz                | Marialinden Pilgerstraße/Friedhof Marialinden                                                        | Overath-Marialinden, Kreuz links vom Eingang an der Hecke außen |                   |                           | 76              |
| Wegekreuz         | Wegekreuz                | Marialinden Siefen                                                                                   | |                   |                           | 79              |
|                   | Wegekreuz                | Siegburger Straße                                                                                    | |                   |                           | 97              |
| Bildstock         | Bildstock                | Vilkerath Unterheide                                                                                 | Ummauerter Bildstock auf freiem Feld. Das Kreuz wurde von einem Unbekannten 1933 heimlich zugefügt. |                   |                           | 66              |
| Wegekreuz         | Wegekreuz                | Warth                                                                                                | Sandstein-Wegekreuz, teilweise bunt bemalt | 1916              |                           | 57              |
| Wegekreuz         | Wegekreuz                | Warth (Nr. 1)                                                                                        | | 1855              |                           | 56              |
| Kreuzwegstation   | Kreuzwegstation          | Marialinden bei Haus Burgfriede                                                                      | 1. Fußfall: Jesu Abschied am Ölberg. (Infotafel B) | 1741              |                           | 80              |
| Kreuzwegstation   | Kreuzwegstation          | Marialinden Pilgerstraße Ecke Großoderscheid                                                         | in eine Gartenmauer integriert |                   |                           | 84              |
| Kreuzwegstation   | Kreuzwegstation          | Marialinden Weißenstein Haus Nr. 57, Ecke Forstweg                                                   | 7. Fußfall: Gekreuzigter, Maria, Johannes. (Infotafel H, steht vor Kirche). Bildstock hinter Gartenzaun.                                                                                                | 1741              |                           | 82              |
| Kreuzwegstation   | Kreuzwegstation          | Marialinden i.d. Höhe v. Burg (im Wald)                                                              | 2. Fußfall: Jesus in Fesseln. (Infotafel C). Sandstein. | 1741              |                           | 81              |
| Kreuzwegstation   | Kreuzwegstation          | Marialinden Weißenstein Ecke Büscherhöfchen                                                          | 5. Fußfall: Jesus trägt das Kreuz. (Infotafel F, steht an 6. Station) | 1741              |                           | 83              |
| Kreuzwegstation   | Kreuzwegstation          | Marialinden Burg, Ortsausgang in Richtung Marialinden                                                | |                   |                           | 85              |
| Kreuzwegstation   | Kreuzwegstation          | Marialinden Weißenstein, gegenüber Haus Nr. 33 („Haus Weißenstein“)                                  | 6. Fußfall: Das Kreuz wird aufgerichtet. (Infotafel G, steht an 7. Station) Sandstein, in Hecke | 1741              |                           | 96              |
| Fußfall           | Fußfall                  | Hellenthal – Immekeppel, Hoffnungsthaler Straße / Friedensweg (Grünanlage vor St. Mariä Himmelfahrt) | 4. Station. Neuschöpfung „Simons Kreuzübernahme“ als Ersatz für verwitterte „Dornenkrönung“, dadurch Anachronismus. Inschrift entfernt.                                                                 | 1792              |                           | 121             |
| Fußfall           | Fußfall                  | Hellenthal – Immekeppel Hoffnungsthaler Straße, gegenüber Hellenthal 1                               | 1. Station. Inschrift nach Joh 2,5: Nun gehe ich hin zu dem, der mich gesandt hat | 1792              | ehemals Baudenkmal Nr. 67 | 105             |
| Fußfall           | Fußfall                  | Hellenthal – Immekeppel Hoffnungsthaler Straße (neben Haus Nr. 35)                                   | 3. Station. Inschrift nach Mat 27,2: Da gab er Barabum los und Jesus lies er geiselen | 1792              |                           | 68              |
| Fußfall           | Fußfall                  | Hellenthal – Immekeppel Lindlarer Straße, hinter Gartenzaun westlich Haus Nr. 12                     | 6. Station. Inschrift: Das Kreuz Jesu wird aufgerichtet | 1792              |                           | 90              |
|                   | Wegekreuz                | Immekeppel Zwischen Lindlarer Straße 87 und Haupteingang St. Lucia                                   | nur räumliche Nähe zu den 7 Fußfällen von 1792 zwischen Hellenthal und Immekeppel, aber keine Zugehörigkeit                                                                                             |                   |                           | 91              |
| Fußfall           | Fußfall                  | Hellenthal – Immekeppel, Oberauel, neben Haus Nr. 18                                                 | 5. Station. Inschrift nach Joh 19,17: Er drug [mit d] sein Kreuz und ging hinaus | 1792              |                           | 122             |
| Fußfall           | Fußfall                  | Hellenthal – Immekeppel, St. Lucia-Straße, vor Seiteneingang St. Lucia                               | 7. Station. Neuschöpfung von 1992 als Ersatz für verlorenes Original. Inschrift nach Joh 19,27: Frau – siehe dein Sohn. Siehe – deine Mutter.                                                           | 1792, Ersatz 1992 |                           | 123             |
| Fußfall           | Fußfall                  | Hellenthal – Immekeppel, Unterauel Hoffnungsthaler Straße, neben Haus Nr. 6                          | 2. Station. Inschrift nach Mat 27,2: Sie führten ihn gebunden zum Landpfleger | 1792              |                           | 120             |
|                   | Fußfall                  | Heiligenhaus Alte Kölner Straße/Burgholz                                                             | |                   |                           | 58              |
|                   | Wegekreuz                | Heiligenhaus Alte Kölner Straße                                                                      | |                   |                           | 59              |
|                   | Fußfall                  | Heiligenhaus Burgholzweg                                                                             | |                   |                           | 49              |
| Wegekreuz         | Wegekreuz                | Heiligenhaus Burgholzweg/Bauamtsparkplatz                                                            | |                   |                           | 50              |
|                   | 3 Fußfälle               | Heiligenhaus Kreuzfahrerstraße 7, ehemaliger Standort Burgholz                                       | |                   |                           | 112             |

## Ausgetragene Baudenkmäler
| lf. Nummer | Bezeichnung des Denkmales | Lage                                          | Foto |
| ---------- | ------------------------- | --------------------------------------------- | ---- |
| 29         | Fachwerkhaus              | Gut Brodhausen                                |      |
| 7          | Fachwerkhaus              | Overath, Hauptstraße 67                       |      |
| 67         | Wegestock                 | Overath, Hoffnungsthaler Straße / Friedensweg |      |
| 98         | Ehemaliges Turbinenhaus   | Overath, Lindlarer Straße                     |      |
| 100        | Wegekreuz                 | Overath, Falkemich                            |      |